# Shuhei Mitsuhashi
Shuhei Mitsuhashi (三橋 秀平 Mitsuhashi Shuhei?), född 18 juli 1994 i Kanagawa prefektur, är en japansk fotbollsspelare.
Mitsuhashi började sin karriär 2017 i Fukushima United FC. Han spelade 33 ligamatcher för klubben.